# Coupe des vainqueurs de coupe de la CONCACAF 1997
Navigation
Édition précédente Édition suivante
La Coupe des vainqueurs de coupe de la CONCACAF 1997 est la sixième édition de cette compétition organisée par la CONCACAF. La finale n'a jamais été jouée.

## Tours de qualification

### Zone nord
Les Américains du Dallas Burn ainsi que les mexicains du Club Necaxa et du CD Cruz Azul sont qualifiés d'office pour la phase finale.

### Zone caribéenne
Le tour est remporté par le CRKSV Jong Colombia, des Antilles néerlandaises, qui se qualifie pour le tour de la zone centrale.

### Zone centrale
Les qualifications sont organisées en deux tours. Le CSD Municipal, le Club Deportivo Platense et le Club Deportivo Olimpia se qualifient pour la phase finale.

## Phase finale
La phase finale a un format différent de celui de l'édition précédente. Les six équipes qualifiées sont réparties en deux groupes, Nord et Sud, et se rencontrent une seule fois. Une victoire rapporte trois points, un match nul un point, et une défaite zéro point. Les premiers de chaque groupe se retrouvent en finale.

### Finale
La finale opposant le CD Olimpia au Club Necaxa n'a jamais eu lieu. C'est la deuxième fois que la Coupe des vainqueurs de coupe de la CONCACAF n'est pas menée à son terme.